# Hong Kexin
Hong Kexin (洪可新S; Nanchino, 6 gennaio 2003) è una lottatrice cinese.

## Carriera
Kexin comincia a praticare la lotta libera nel 2015 all'Istituto dello sport di Nanchino.
Nel 2022 vince la sua prima medaglia internazionale con il bronzo ai XIX Giochi asiatici di Hangzhou nei 57 kg.
Nell'aprile 2024 si qualifica per i Giochi olimpici di Parigi 2024 superando le qualificazioni di Bishkek. Quattro mesi dopo, nella capitale francese, viene battuta in semifinale dalla moldava Anastasia Nichita, ma nella finale del tabellone dei ripescaggi batte la brasiliana Giullia Penalber vincendo la medaglia di bronzo.

## Palmarès
- Giochi olimpici

Parigi 2024: bronzo nella lotta libera 57 kg.
- Giochi asiatici

Hangzhou 2022: bronzo nei 57 kg.